# Steffen Wesemann
Steffen Wesemann (Wolmirstedt, 11 marzo 1971) è un ex ciclista su strada tedesco naturalizzato svizzero nel 2005. Professionista dal 1993 al 2008, in carriera ha ottenuto i risultati più importanti nelle classiche del nord, delle quali era uno specialista, ottenendo la vittoria nel Giro delle Fiandre del 2004.

## Carriera
È stato uno specialista delle corse di un giorno: ha infatti vinto il Giro delle Fiandre nel 2004, e conseguito piazzamenti sul podio anche alla Parigi-Roubaix (spiccano il secondo posto nel 2002 e il terzo nel 2007), all'Amstel Gold Race (secondo nel 2006) e alla Gand-Wevelgem (terzo nel 2001). Nel suo palmarès rientrano inoltre cinque edizioni della Corsa della Pace (1992, 1996, 1997, 1999, 2003), gara a tappe di cui detiene il record per le vittorie finali.
Per quasi tutta la carriera professionistica, iniziata nel 1993, ha vestito, attraverso i vari cambi di denominazione della squadra, la maglia del Team Telekom. Nelle due ultime stagioni di attività, 2007 e 2008, ha gareggiato invece rispettivamente per il Team Wiesenhof-Felt e per la Cycle Collstrop.
Da lungo tempo residente con la sua famiglia a Küttigen, nel Canton Argovia (la moglie e i figli sono cittadini svizzeri), Wesemann ha ottenuto la cittadinanza svizzera nel settembre 2005.

## Palmarès
- 1991

Classifica generale Berliner Etappenfahrt
- 1993

Classifica generale Giro della Bassa Sassonia
- 1993

5ª tappa Setmana Catalana
- 1996

1ª tappa Corsa della Pace
2ª tappa Corsa della Pace
4ª tappa Corsa della Pace
5ª tappa Corsa della Pace
8ª tappa Corsa della Pace
9ª tappa Corsa della Pace
10ª tappa Corsa della Pace
Classifica generale Corsa della Pace
3ª tappa Giro della Renania-Palatinato
- 1997

2ª tappa Corsa della Pace
3ª tappa Corsa della Pace
7ª tappa Corsa della Pace
Classifica generale Corsa della Pace
- 1998

4ª tappa Vuelta a Castilla y León
Prologo Giro di Sassonia
- 1999

2ª tappa Corsa della Pace
7ª tappa Corsa della Pace
10ª tappa Corsa della Pace
Classifica generale Corsa della Pace
- 2000

4ª tappa Tour Down Under
Gran Premio del Canton Argovia
Giro di Colonia
- 2003

5ª tappa Giro di Sassonia
3ª tappa Corsa della Pace
Classifica generale Corsa della Pace
- 2004

Giro delle Fiandre

### Altri successi
- 1995

Classifica sprint Vuelta a España
- 2000

1ª tappa Giro di Svizzera (Uster > Uster, cronosquadre)

## Piazzamenti

### Grandi Giri
- Giro d'Italia

1993: ritirato (7ª tappa)
1994: ritirato (1ª tappa)
1995: ritirato (11ª tappa)
- Tour de France

1999: 73º
2000: ritirato (14ª tappa)
2001: ritirato (13ª tappa)
2002: 99º
- Vuelta a España

1995: 99º
1996: 80º
2003: 110º
2004: ritirato (5ª tappa)

### Classiche monumento
- Milano-Sanremo

1994: 121º
1995: 79º
1996: 100º
2000: 122º
2001: 70º
2002: 71º
2003: 69º
2004: 58º
2005: 36º
2006: ritirato
- Giro delle Fiandre

1995: 72º
1996: 70º
1997: 12º
1999: 63º
2000: 27º
2001: 12º
2003: 68º
2004: vincitore
2005: ritirato
2007: 16º
- Parigi-Roubaix

1998: ritirato
1999: ritirato
2000: 9º
2001: 7º
2002: 2º
2004: 16º
2005: 16º
2006: 6º
2007: 3º
2008: 28º
- Liegi-Bastogne-Liegi

2004: 11º
2005: ritirato
2006: ritirato
2008: 77º
- Giro di Lombardia

2004: ritirato

### Competizioni mondiali
- Campionati del mondo

Verona 2004 - In linea Elite: 18º (Germania)
Madrid 2005 - In linea Elite: 12º (Svizzera)
Salisburgo 2006 - In linea Elite: 22º (Svizzera)
- Giochi olimpici

Barcellona 1992 - In linea: 32º (Germania)